# Kroksjön (Sillhövda socken, Blekinge, 625580-148210)
Kroksjön är en sjö i Karlskrona kommun i Blekinge och ingår i Lyckebyån-Nättrabyåns kustområde. Sjön är 9,6 meter djup, har en yta på 0,173 kvadratkilometer och är belägen 101,3 meter över havet. Sjön avvattnas av vattendraget Silletorpsån.

## Delavrinningsområde
Kroksjön ingår i det delavrinningsområde (625398-148422) som SMHI kallar för Utloppet av Sillhövden. Medelhöjden är 109 meter över havet och ytan är 22,68 kvadratkilometer. Det finns inga avrinningsområden uppströms utan avrinningsområdet är högsta punkten. Avrinningsområdets utflöde Silletorpsån mynnar i havet. Avrinningsområdet består mestadels av skog (67 procent). Avrinningsområdet har 1,47 kvadratkilometer vattenytor vilket ger det en sjöprocent på 6,5 procent. Bebyggelsen i området täcker en yta av 0,94 kvadratkilometer eller 4 procent av avrinningsområdet.